# コロン分類法
コロン分類法（コロンぶんるいほう、Colon Classification; CC）は、ランガナタンが作成した分類法で、ファセット分類法のひとつ。特に、インドの図書館でよく用いられている。
「コロン分類法」という名前は、分類記号をコロンで区切ったところからきている。しかし、他の多くの分類法では、コロンなどの記号を他の機能としてつかっているので、それらをコロン分類法と混乱すべきではない。
例えば、
1950年にインドに伝えられたX線による肺結核治療の研究
という主題は、
L,45;421:6;253:f.44'N5
という分類記号で表される。この分類記号を言葉で表すと、
医学,肺;結核:治療;X線:研究.インド'1950年
となる。

## 組織
コロン分類法は、42のメインクラスを用いている。そのメインクラスは、出版物を並べるためにアメリカ議会図書館分類表（LCC）を思わせるような様式で、他の文字や数字、記号が組み合わされたものである。

### ファセット
コロン分類法は、出版物の並べ替えをさらに明確にするための「PMEST]と呼ばれる5つの主要なカテゴリやファセットを用いる。
, パーソナリティー(personality)
; マター(matter or property)
: エネルギー(energy)
. 空間(space)
' 時間(time)

### クラス
以下はコロン分類法の主なクラスである。
A 総記(Generalia)
1 知識(Universe of Knowledge)
2 図書館学(Library Science)
3 Book Science
4 ジャーナリズム(Journalism)
B 数学(Mathematics)
B1 算術(Arithmetic)
B13 数理論(Theory of Numbers)
B2 代数学(Algebra)
B23 代数式(Algebraic Equations)
B25 高等代数学(Higher Algebra)
B3 分析学(Analysis)
B33 微分方程式(Differential Equations)
B37 Real Variables
B38 Complex Variables
B4 Other Methods
B6 幾何学(Geometry)
B7 力学(Mechanics)
B8 物理数学(Physico-Mathematics)
B9 Astronomical Mathematics)
C 物理学(Physics)
C1 物理学の原理(Fundamentals of Physics
C2 物性基礎(Properties of Matter)
C3 音(Sound)
C4 熱(Heat)
C5 光と放射(Light and Radiation)
C6 電気(Electricity)
C7 磁気(Magnetism)
C8 Cosmic Hypothesis
D 工学(Engineering)
E 化学(Chemistry)
F 技術(Technology)
G 生物学(Biology)
H 地質学(Geology)
HX Mining
I 植物学(Botany)
J 農学(Agriculture)
L 医学(Medicine)
LZ3 薬理学(Pharmacology)
LZ5 薬局方(Pharmacopoeia)
M Useful arts
Ð 心霊と神秘主義(Spiritual experience and mysticism)
N 美術(Fine arts)
NA 建築(Architecture)
ND 彫刻(Sculpture)
NN 版画(Engraving)
NQ 絵画(Painting)'
NR 音楽(Music)
O 文学(Literature)
P 言語学(Linguistics)
Q 宗教(Religion)
R 哲学(Philosophy)
S 心理学(Psychology)
T 教育(Education)
U 地理(Geography)
V 歴史(History)
W 政治学(Political science)
X 経済(Economics)
Y 社会学(Sociology)
Z 法律(Law)